# Polygenis puelche
Polygenis puelche är en loppart som beskrevs av Del Ponte 1963. Polygenis puelche ingår i släktet Polygenis och familjen Rhopalopsyllidae. Inga underarter finns listade i Catalogue of Life.